# Biserica de lemn din Bilca
Biserica de lemn „Adormirea Maicii Domnului” din Bilca este un lăcaș de cult ortodox construit în anii 1743-1744 în satul Vicovu de Jos și strămutat în anul 1818 în satul Bilca din comuna omonimă aflată în județul Suceava. Edificiul religios se află localizat în cimitirul sătesc și are hramul Adormirea Maicii Domnului, sărbătorit la data de 15 august. Biserica se distinge în mod deosebit prin tehnica de construcție în bârne rotunde, închetorate cu capete ieșite din perete, trăsătură caracteristică construcțiilor profane (caselor țărănești).
Biserica de lemn din Bilca a fost inclusă pe Lista monumentelor istorice din județul Suceava din anul 2015 la numărul 202, având codul de clasificare cod LMI SV-II-m-B-05495.

## Istoricul bisericii
Prima atestare documentară a satului Bilca datează din 9 august 1551, localitatea fiind pe atunci o braniște a Mănăstirii Putna, situată „între Bilce”, adică un loc în care iobagii mănăstirești făceau fânul și pășteau cirezile și turmele călugărilor. Privilegiile mănăstirești au fost întărite printr-un alt act din 10 aprilie 1645.

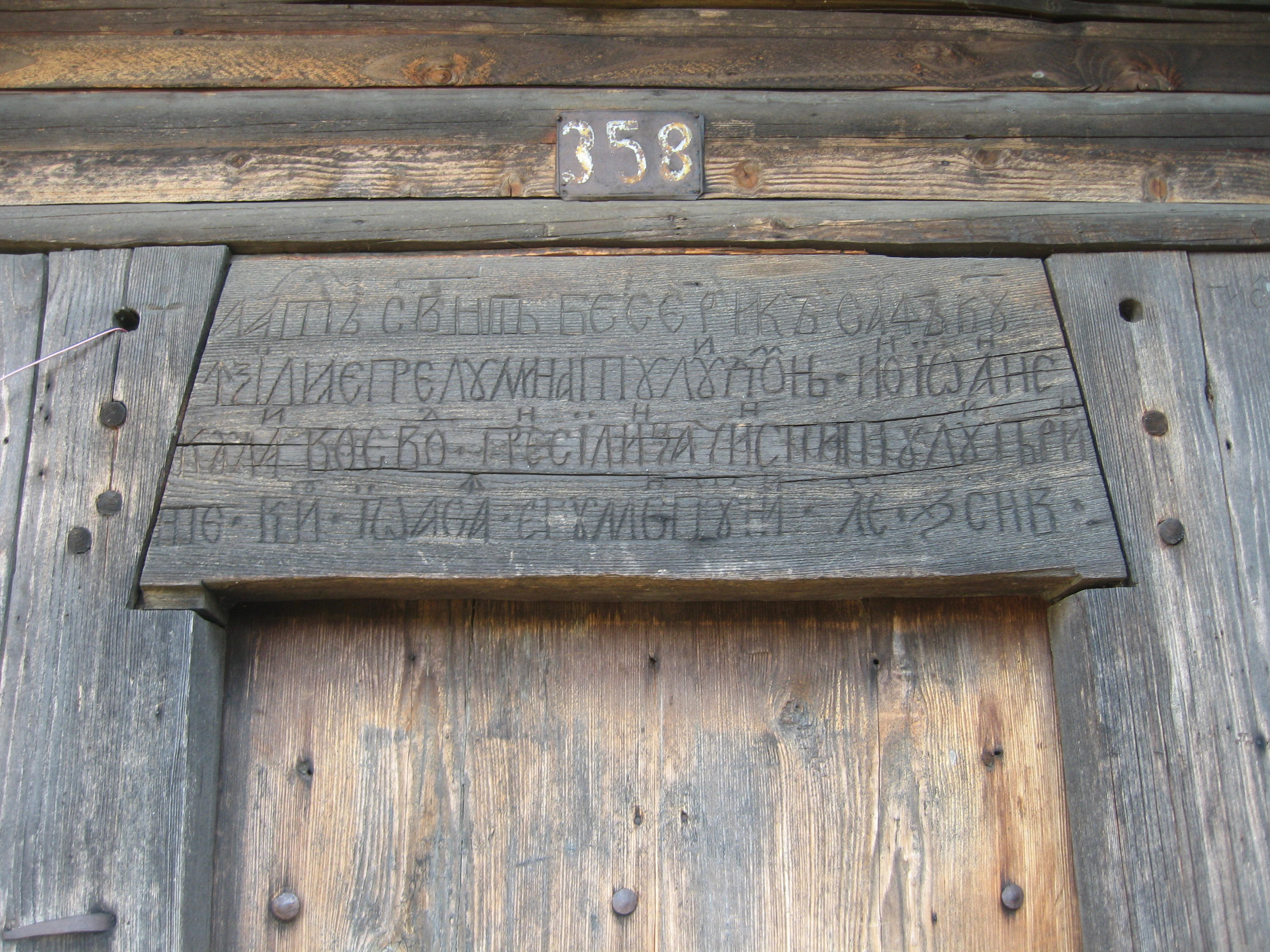
Pisania aflată deasupra ușii de intrare, datată în anul 7252 al erei bizantine

Anul ridicării bisericii a fost însemnat în pisania de peste intrarea în biserică. Textul pisaniei, scris în slova românească a veacului al XVIII-lea în vechea grafie chirilică, se poate citi în întregime astfel: „Această sv(â)ntă beserică sau făcut în zilile pre(a) luminatului domn Ion Ioan Neculai voevod pren silința cinstitului părinte chir Ioasaf egumen(ul) Putnii le(a)t 7252”. Anul construcției este redat în era bizantină: 7252 - care se traduce prin anii 1743-1744 ai erei noastre, în vremea domnitorului moldovean Ioan Nicolae Mavrocordat (1743-1747).
Biserica de lemn a fost inițial ridicată în satul Vicovu de Jos. Lăcașul de cult a fost adus în Bilca în anul 1818 și așezat în livada lui Ion Bălan, unde s-a constituit ulterior cimitirul satului.
Primul preot cunoscut la Bilca este Dimitrie Bunceac (scris Bunczak în analele Episcopiei Bucovinei); el a scris egumenului Putnei, Lavrentie Chirilescu, la 4 martie 1827, pentru a-l ruga să-i împrumute o mie de cuie de draniță, altfel se temea că o să-i plece meșterii și să nu-i mai poată aduna până în toamnă. El păstorea și în 1843, când satul avea 1.822 locuitori.
După construirea unei biserici de zid în satul Bilca, între anii 1868-1877, vechea bisericuță de lemn a rămas doar ca biserică de cimitir. În anul 1913, s-a înlocuit acoperișul de șindrilă cu o învelitoare din tablă. Aceasta exista în jurul anului 1985 după cum reiese dintr-o fotografie din lucrarea „Monumente de arhitectură în lemn din Ținutul Sucevei” (Editura Meridiane, București, 1985) a autorilor Gh. Bratiloveanu și Mihai Spânu. Ulterior, pe măsura deteriorării acoperișului de tablă, s-a amplasat din nou o învelitoare din șindrilă. 
În apropiere de biserică se află și un turn clopotniță din lemn. Acesta are un etaj și este acoperit cu șindrilă.

## Arhitectura bisericii
Biserica de lemn din Bilca este construită din bârne rotunde de brad, îmbinate în „cheotori” semirotunde. Acoperișul este înalt, în patru ape și are o învelitoare din șindrilă. 
Biserica are formă dreptunghiulară (de navă), cu absida altarului decroșată. Lăcașul de cult este prevăzut cu o ușă (în peretele sudic al pronaosului) și cu patru ferestre (una în axa altarului, câte una în pereții laterali ai naosului și una în peretele nordic al pronaosului). Pereții interiori au fost căptușiți cu scânduri de brad.
În interior, biserica este împărțită în trei încăperi: pronaos, naos și altar. Intrarea în biserică se face pe o ușă din lemn de brad situată în peretele sudic al pronaosului. La partea superioară a ancadramentului se află o pisanie. 
Pronaosul are formă dreptunghiulară, cu o fereastră simplă pe latura de nord (0.35x0.55 metri). La partea superioară, el are o boltă semicilindrică. Între pronaos și naos se află un perete despărțitor de bârne, în care s-a practicat o deschidere terminată în arc de cerc (1.40x1.80 metri), în care s-au decupat două ferestre de 0.75x0.40 metri. Pe rama deschiderii se află câte o rozetă, cu circumferința marcată în „dinți de lup”.
Naosul are o formă pătrată (cu latura de 5.90 metri), cu două ferestre (0.60x0.80 metri) amplasate în pereții laterali. Deasupra naosului se află o boltă semicilindrică. Altarul are formă dreptunghiulară și are absida decroșată. Catapeteasma este amplasată la nivelul decroșului, neexistând astfel cele două nișe: diaconiconul (în sud) și proscomidiarul (în nord). În această încăpere se află o fereastră dreptunghiulară în axa absidei (0.60x0.80 metri). Deasupra altarului se află o boltă semicirculară, susținută la vest de un arc dublou.

## Imagini

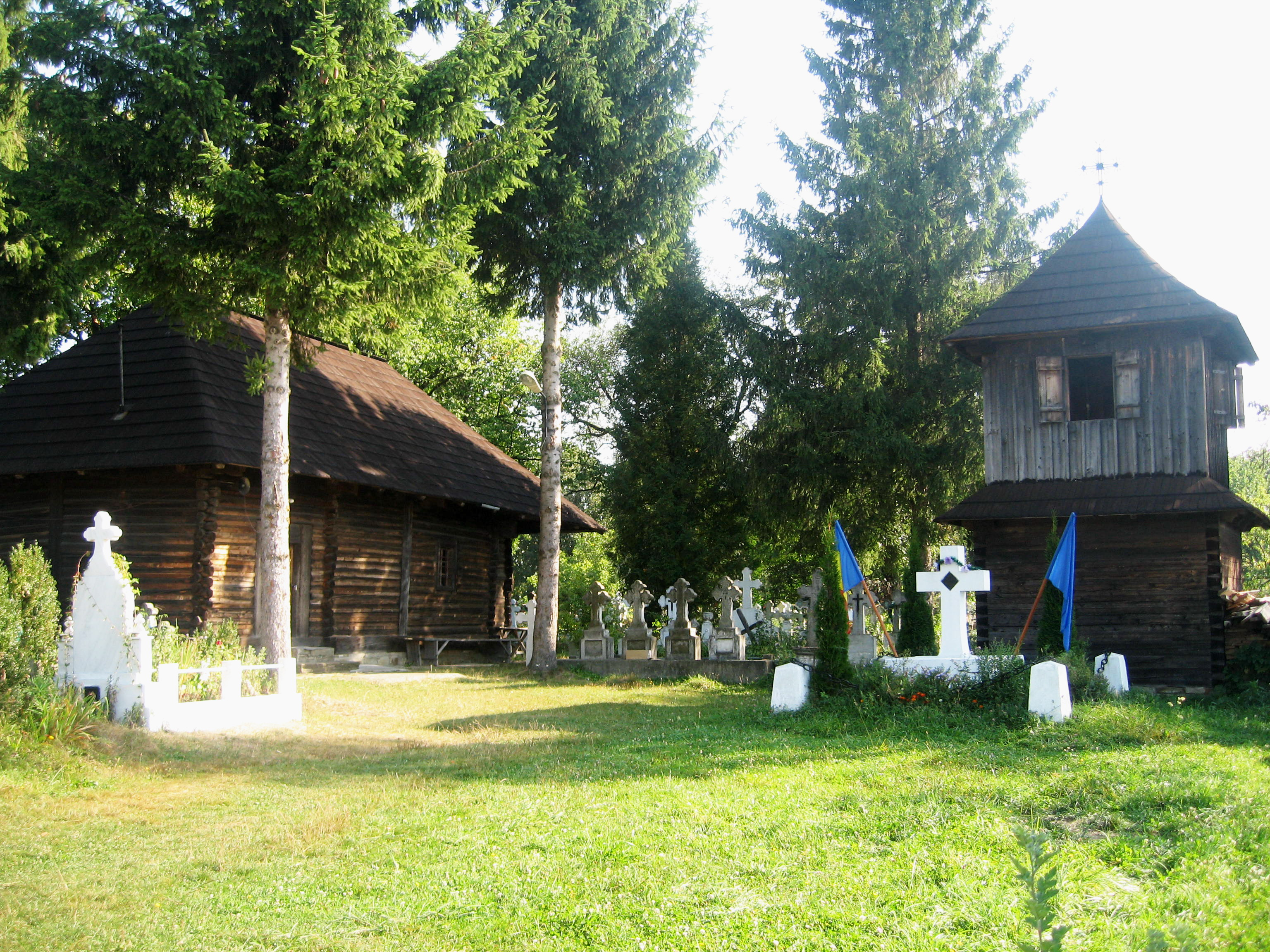
Biserica de lemn, turnul clopotniță și monumentul eroilor din Primul Război Mondial (1914-1918)
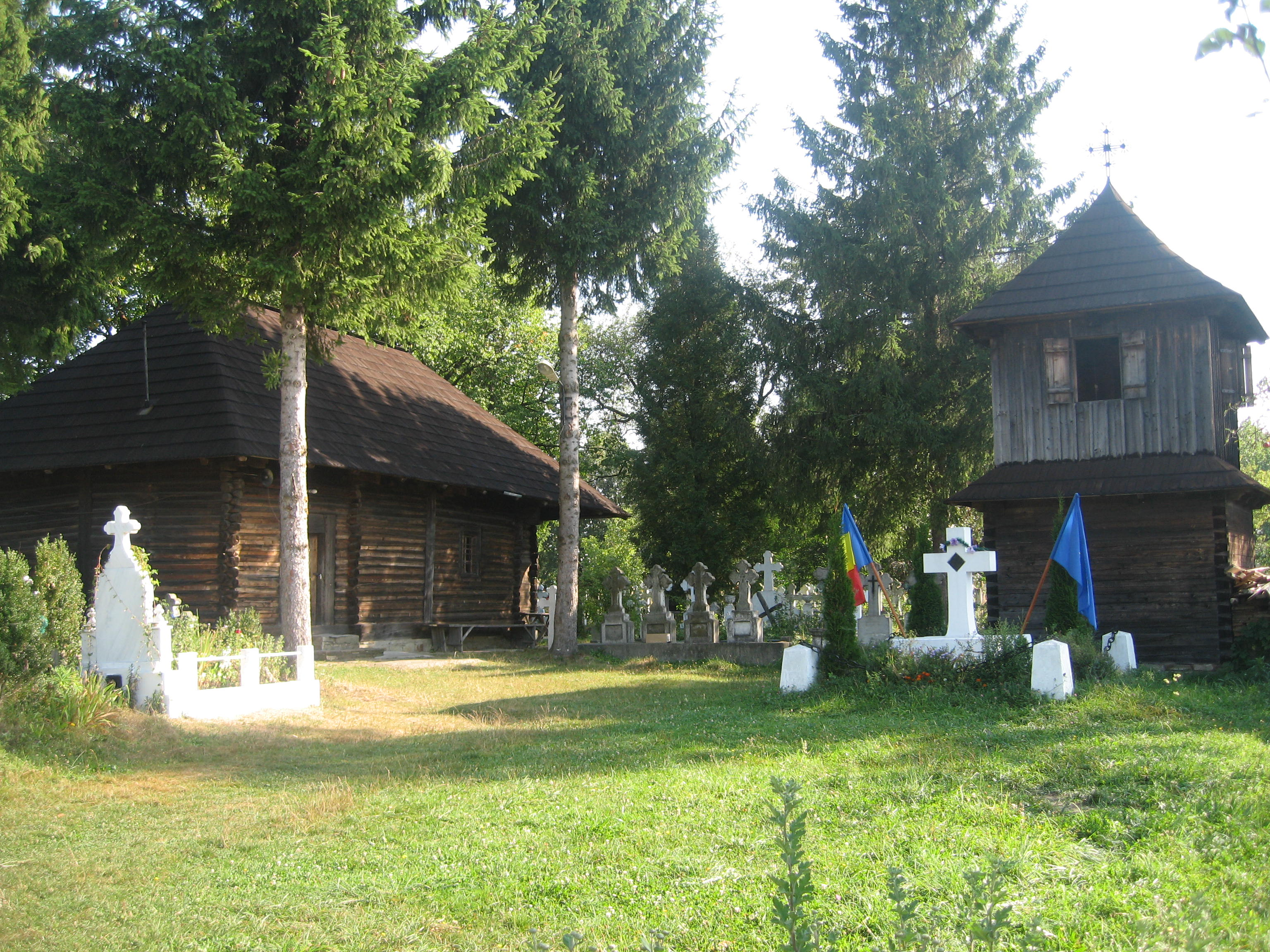
Biserica de lemn, turnul clopotniță și monumentul eroilor din Primul Război Mondial (1914-1918)
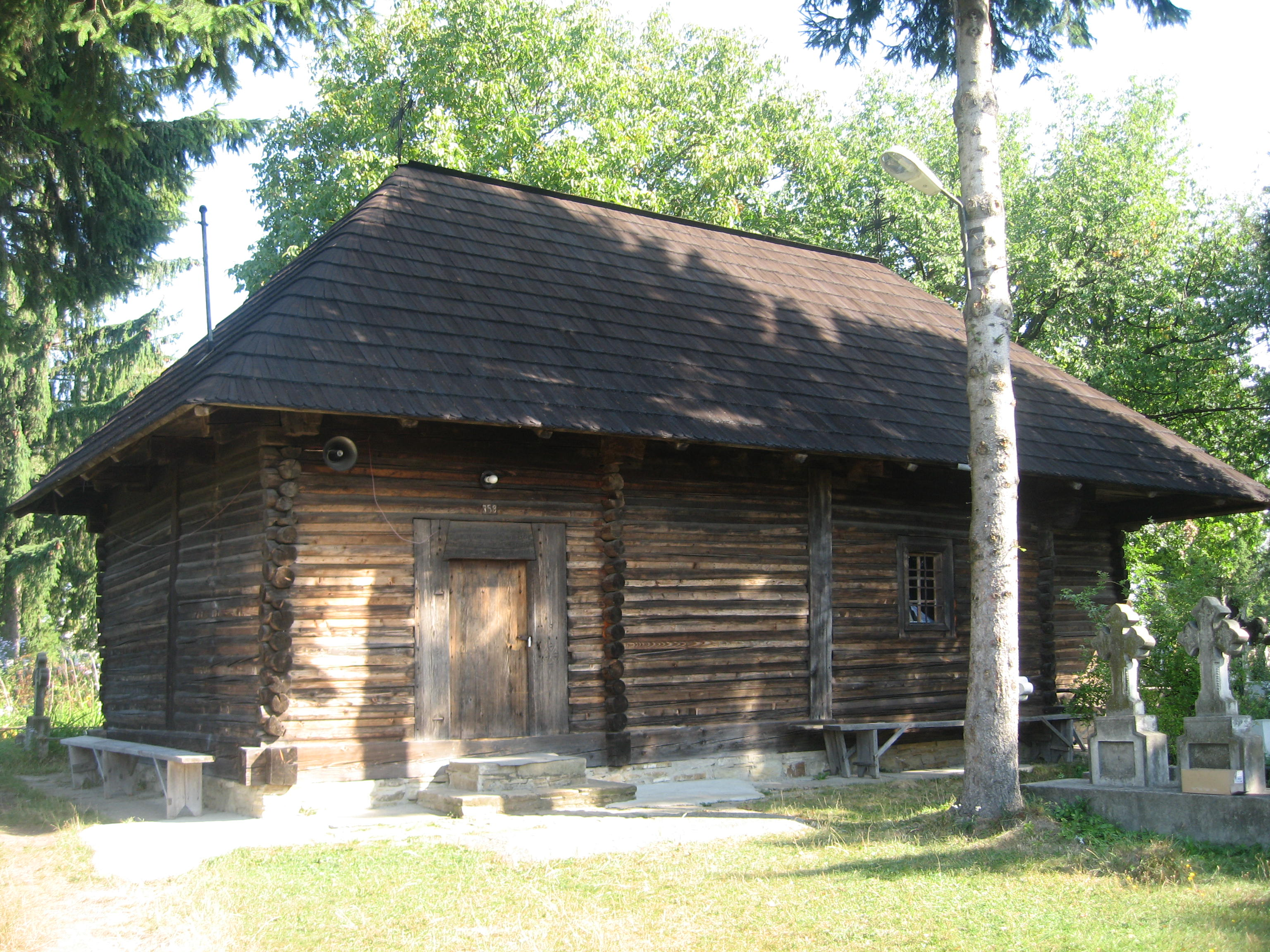
Biserica pe latura sud-vestică
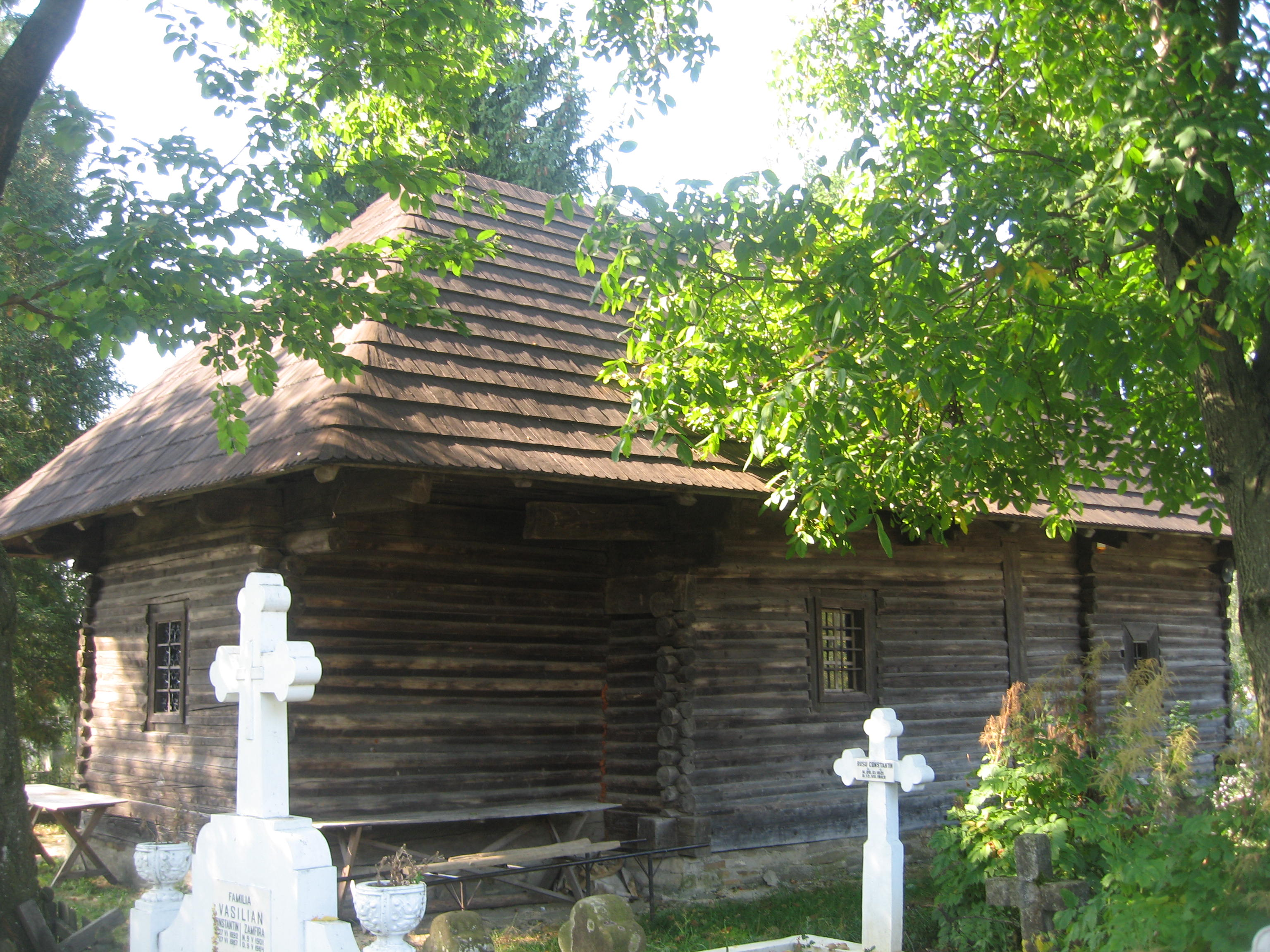
Biserica pe latura nord-estică
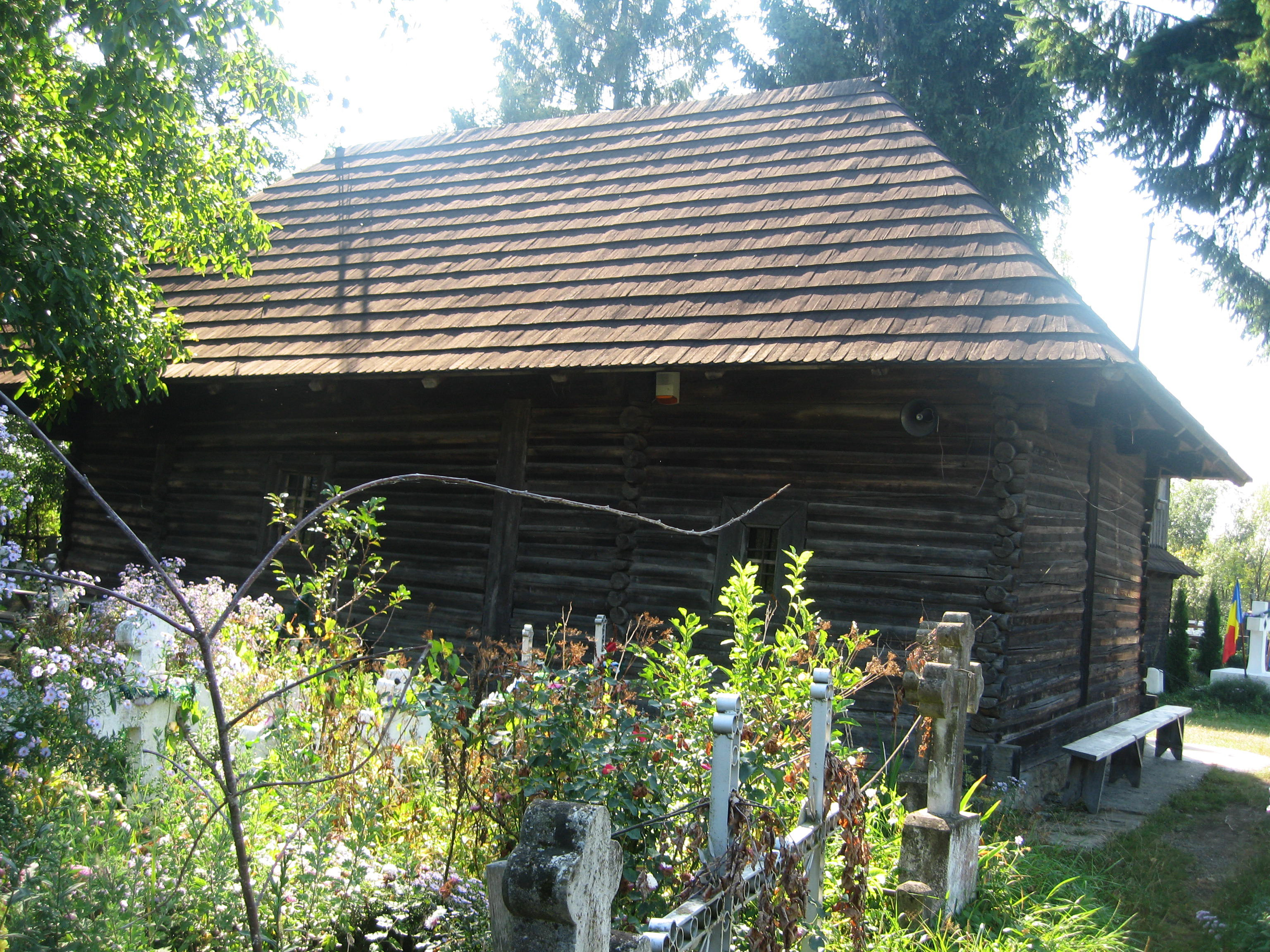
Biserica pe latura nordică
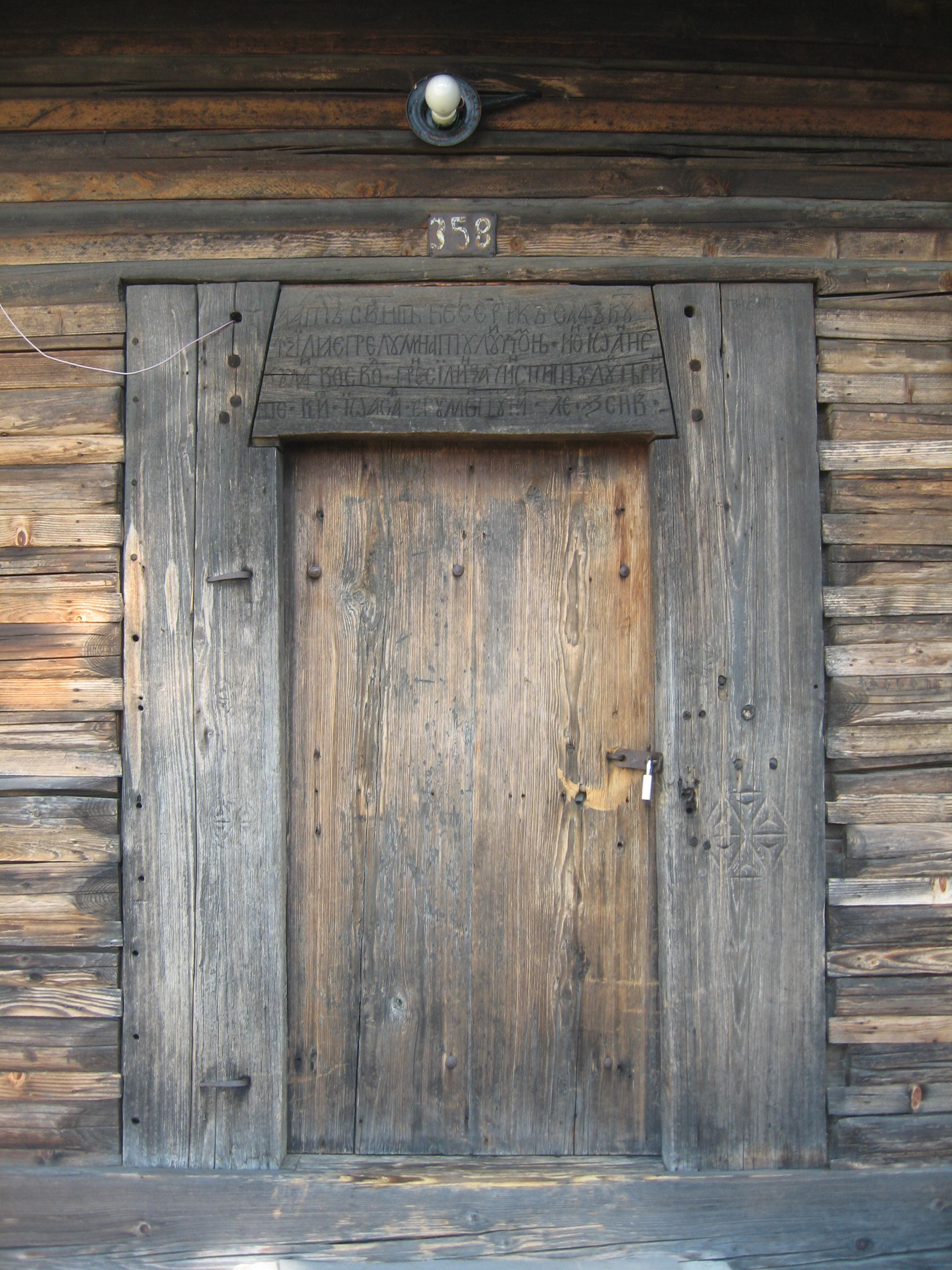
Ușa de intrare în biserică și pisania aflată deasupra ei
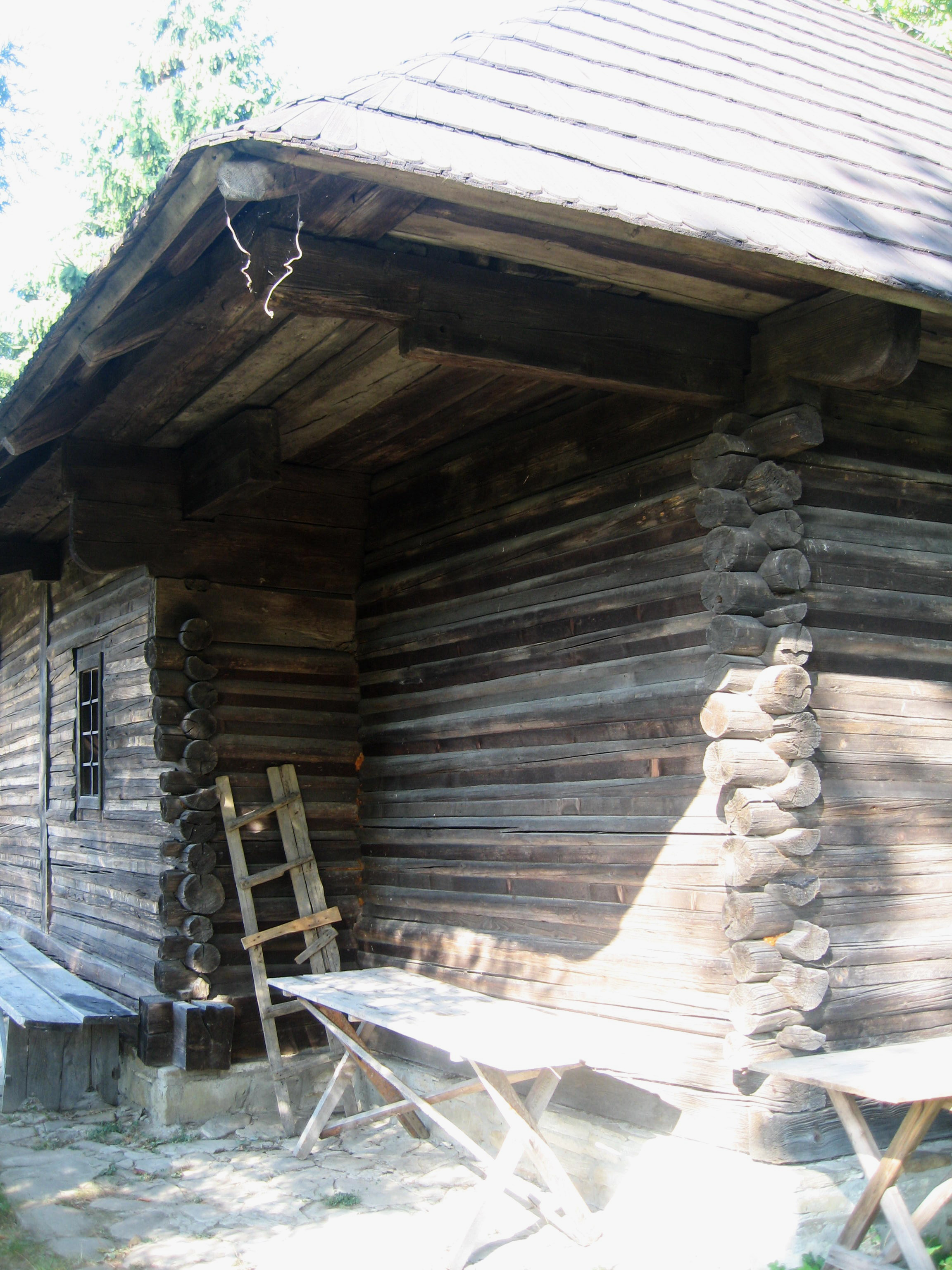
Streașină, console și îmbinare de bârne
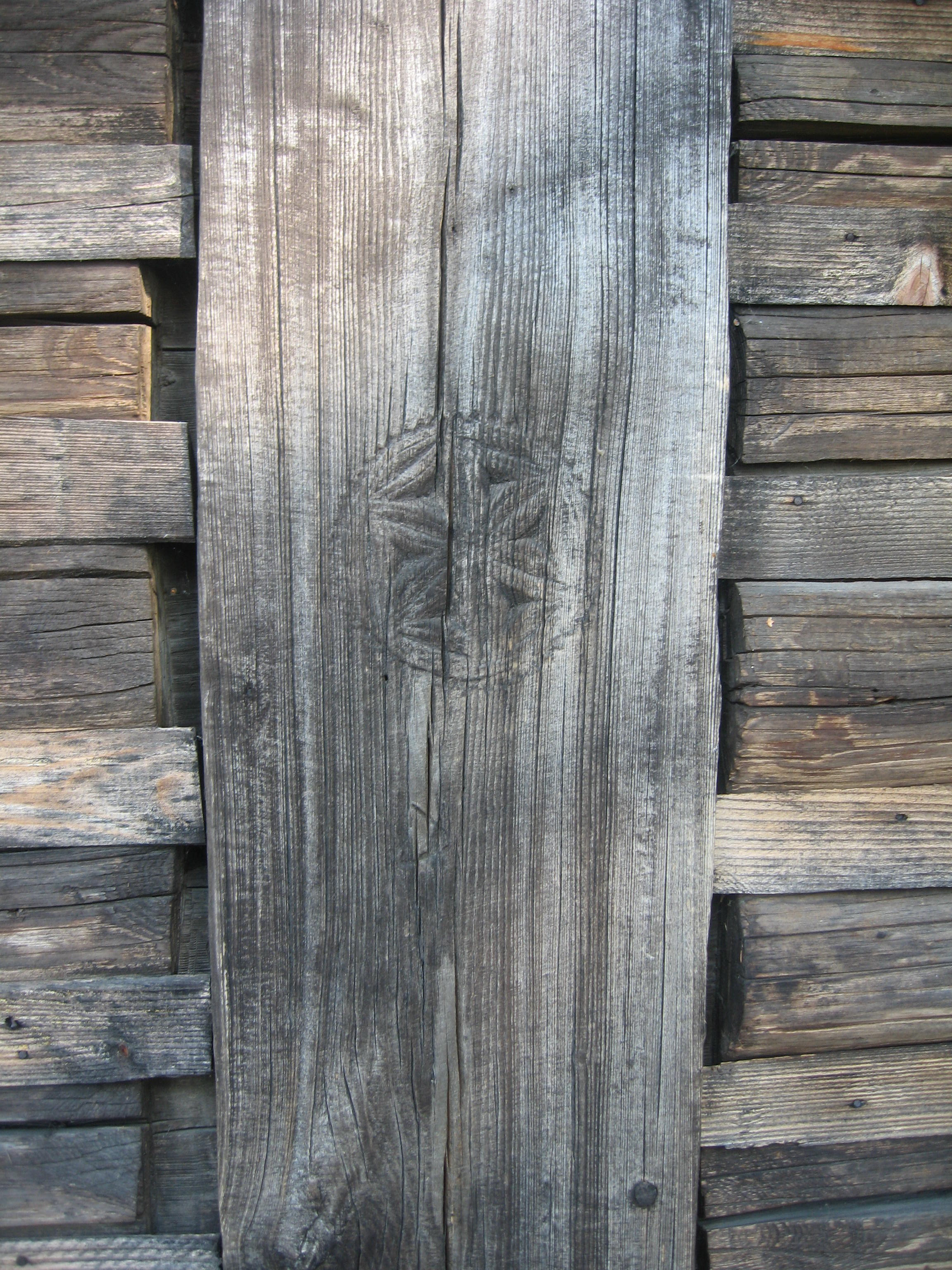
Scândură decorată cu motiv crestat
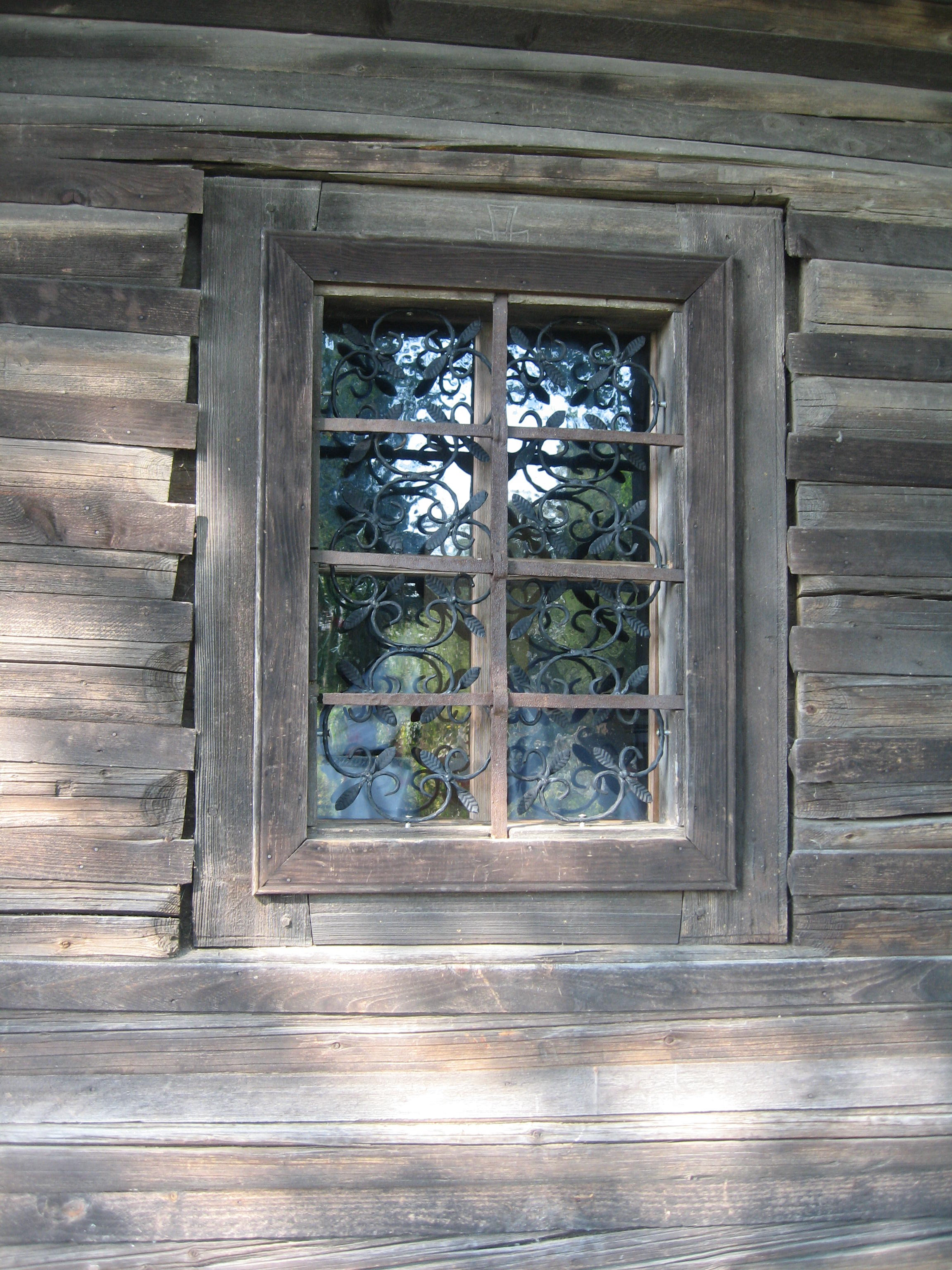
Fereastră în absida altarului
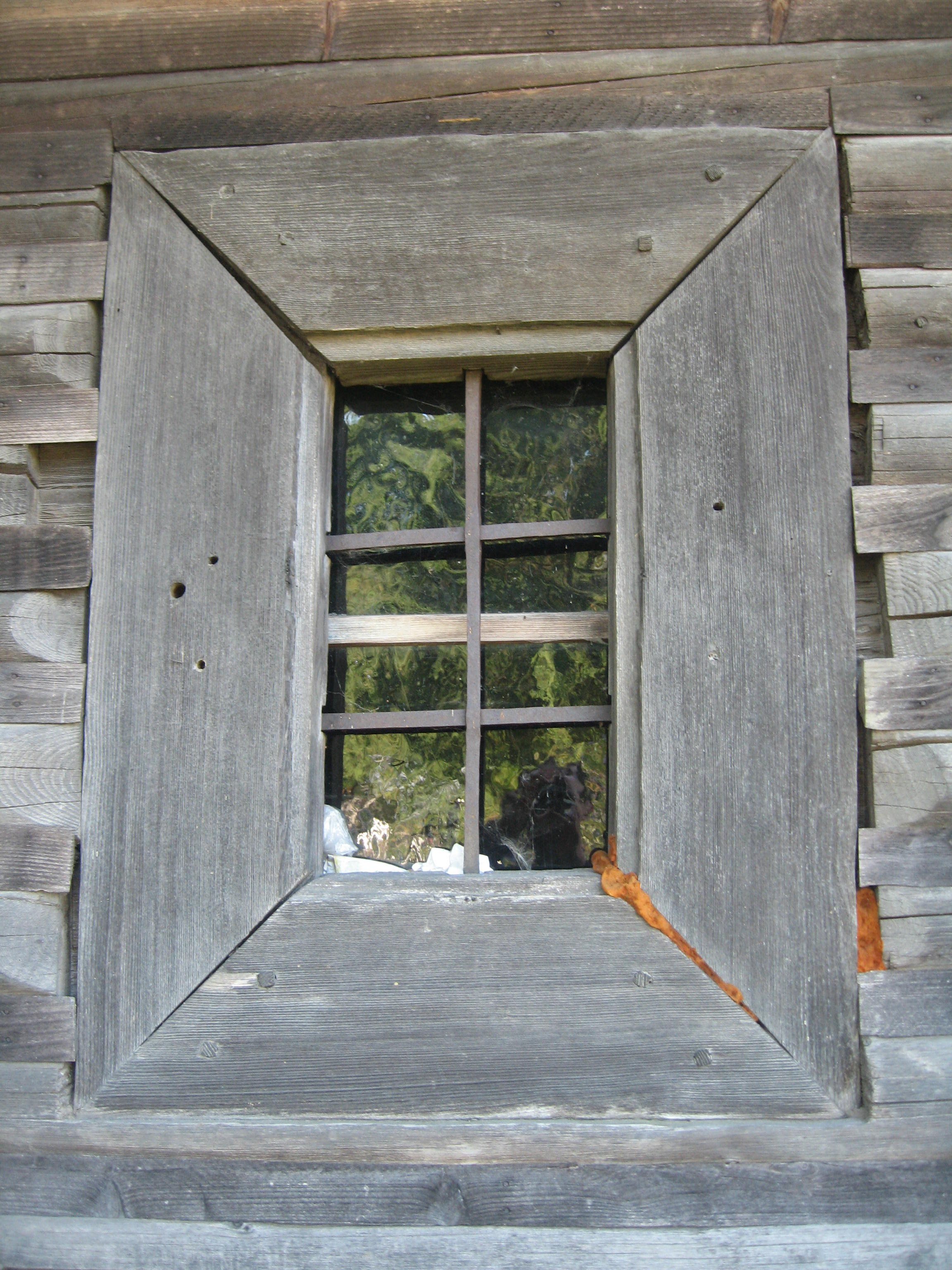
Fereastră în peretele pronaosului
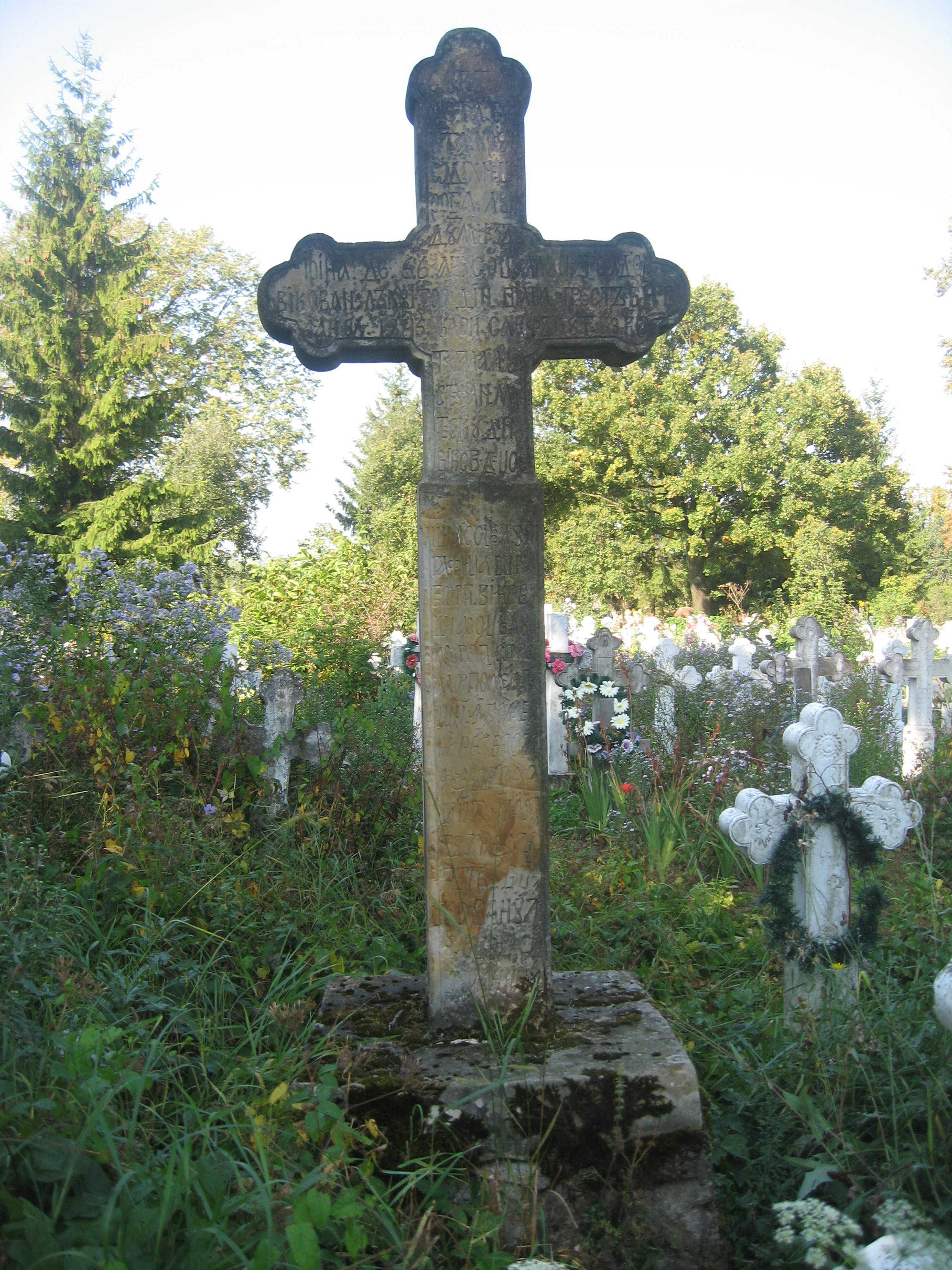
Cruce veche din cimitirul bisericii, cu inscripție în limba slavonă
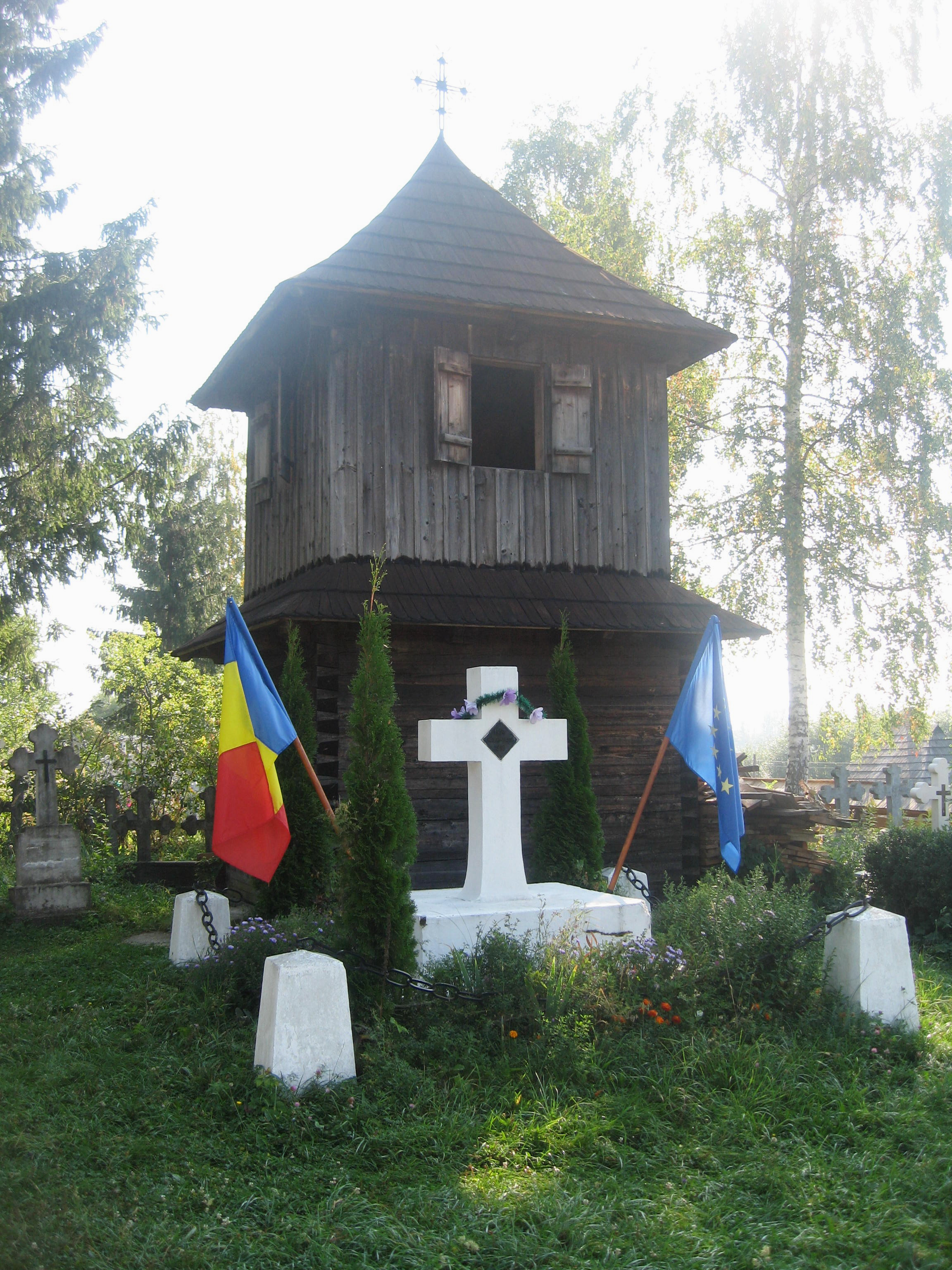
Turnul clopotniță și monumentul eroilor din Primul Război Mondial (1914-1918)
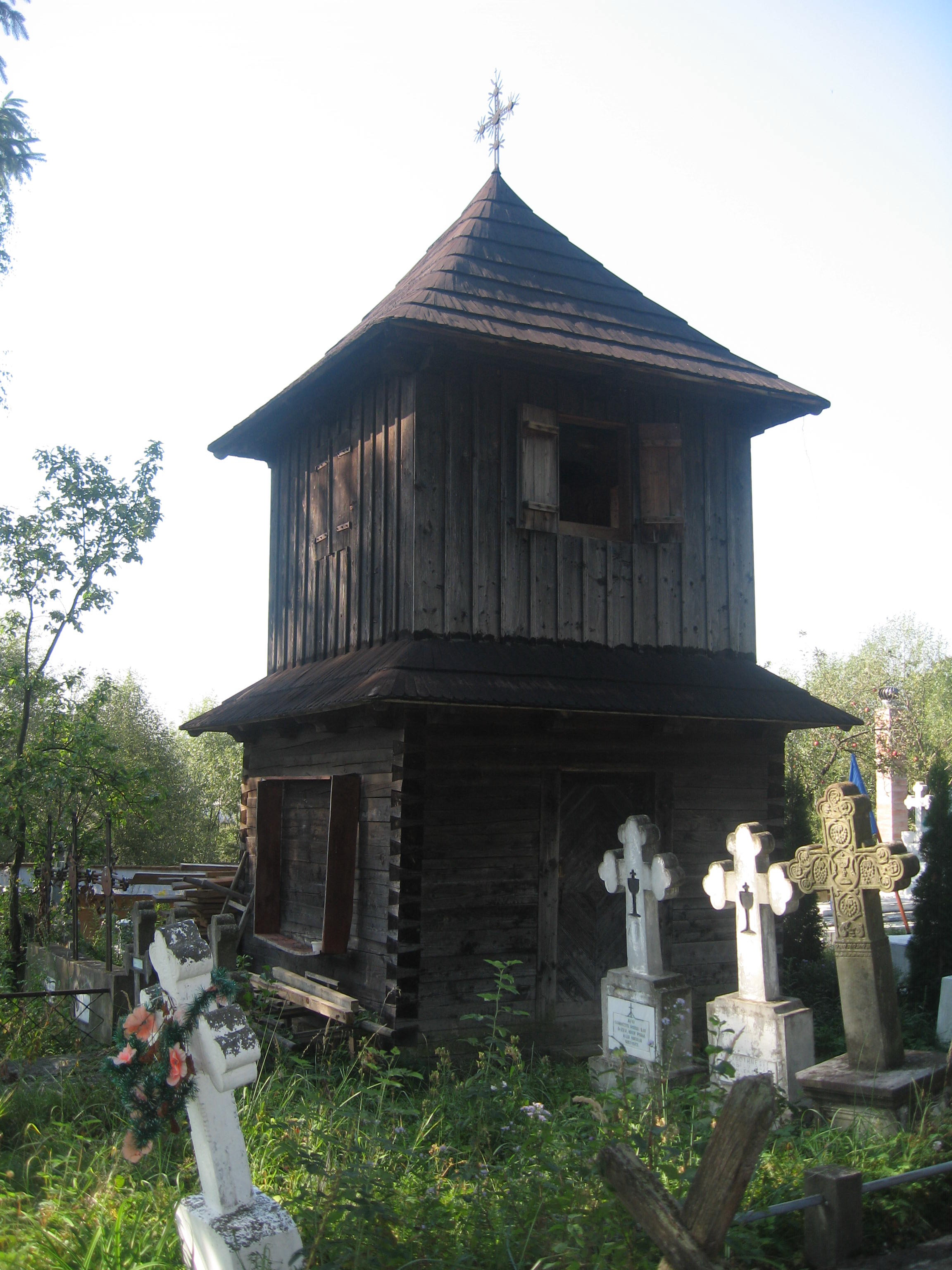
Turnul clopotniță
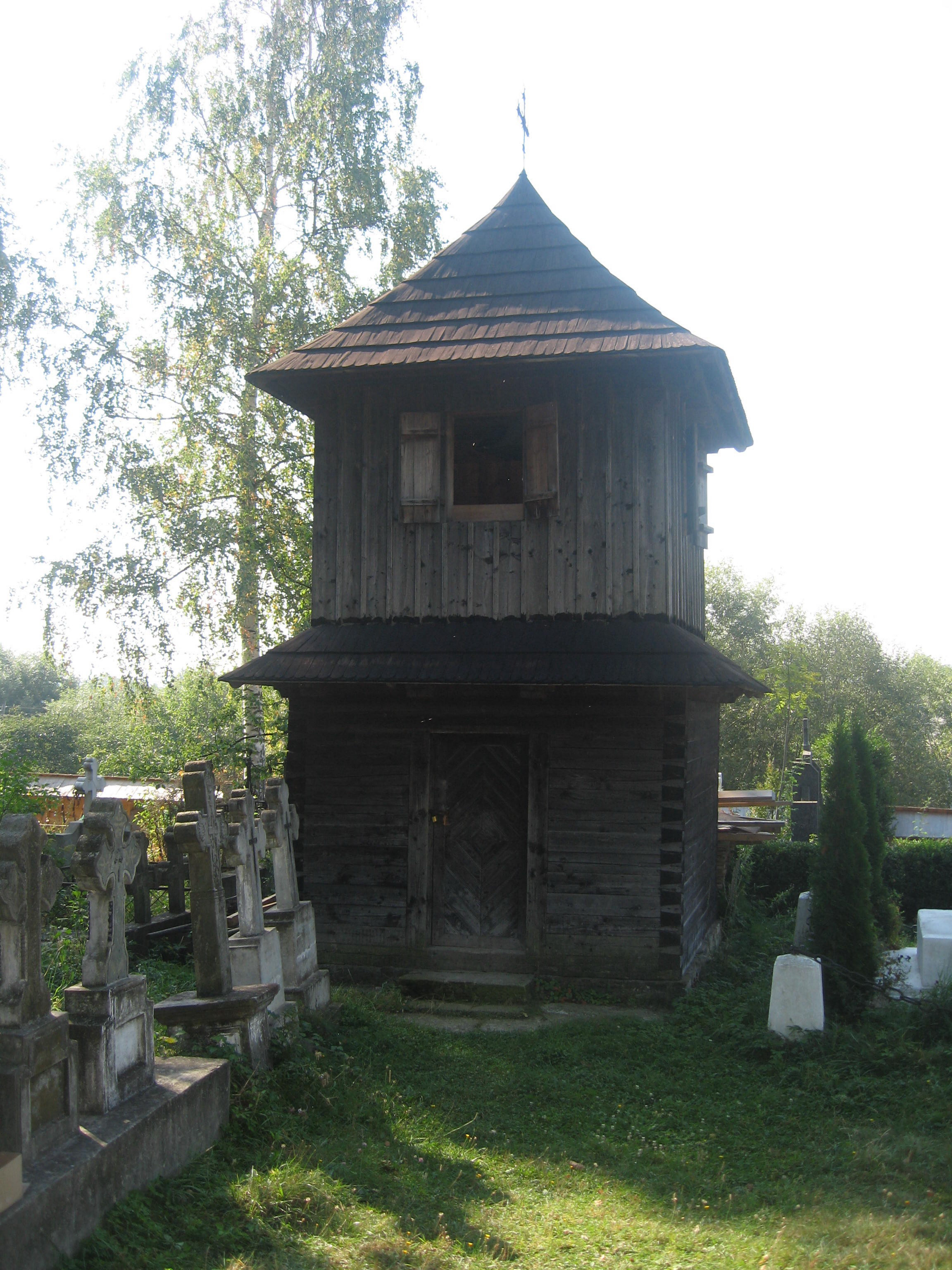
Turnul clopotniță
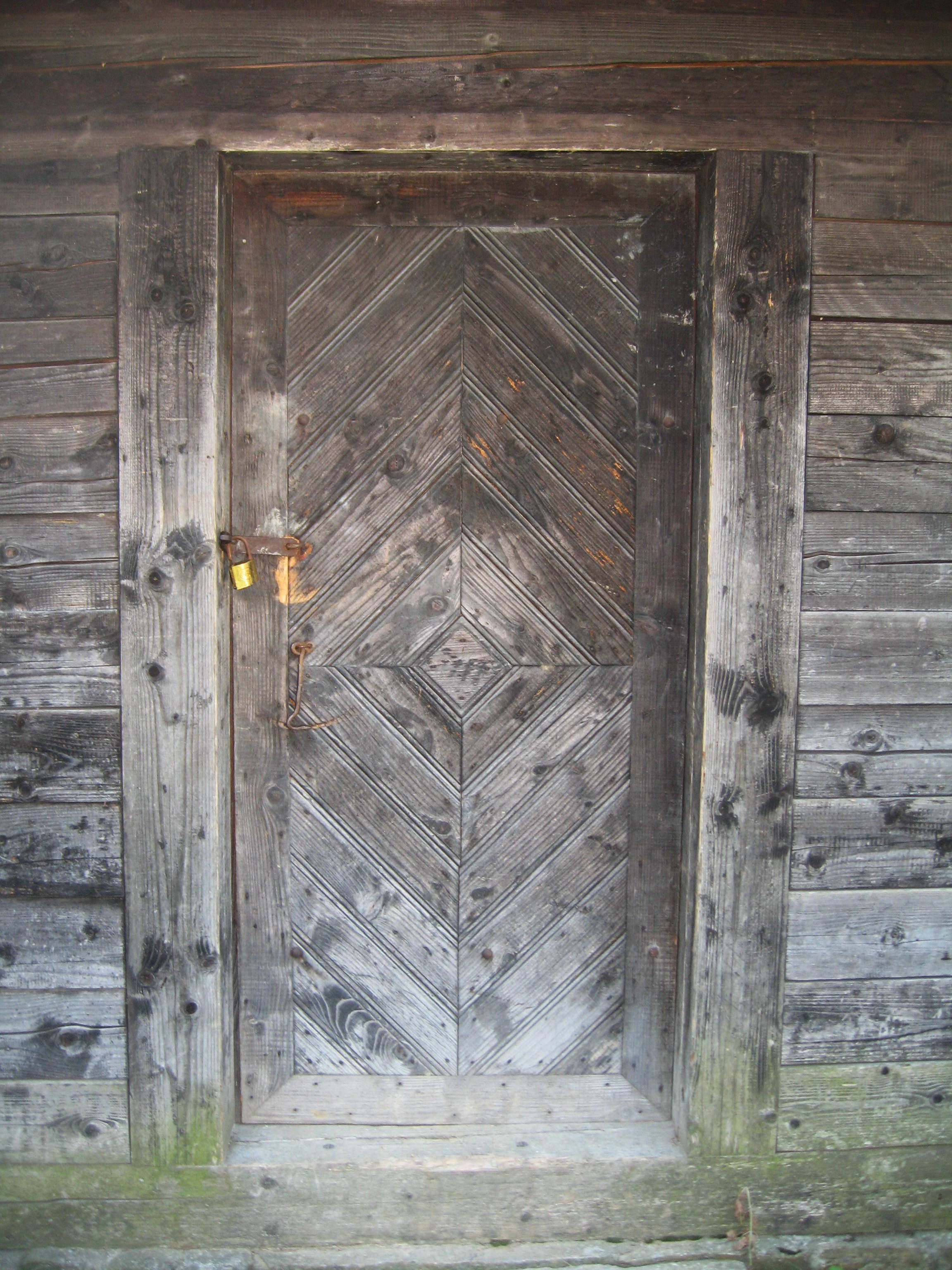
Ușa de intrare în turnul clopotniță